# Mimetus bigibbosus
Mimetus bigibbosus là một loài nhện trong họ Mimetidae.
Loài này thuộc chi Mimetus. Mimetus bigibbosus được Octavius Pickard-Cambridge miêu tả năm 1894.